# Ferrari 553 F1
A Ferrari 553 F1 é o modelo da Ferrari utilizado na temporada de 1953 (quando o Campeonato Mundial foi disputado com os regulamentos Fórmula 2) como um carro de Fórmula 2 e em 1954 como um carro de Fórmula 1. Foi guiado por Piero Carini, Giuseppe Farina, José Froilán González, Mike Hawthorn, Umberto Maglioli e Robert Manzon.